# Milan Zelinka
Milan Zelinka (* 22. března 1942 Igram) je slovenský spisovatel. V roce 2008 získal cenu Anasoft Litera pro nejlepší slovenskou prozaickou knihu, za prózu Teta Anula.
V letech 1959–1961 studoval zpěv na Státní konzervatoři v Bratislavě, ale studia nedokončil. Po vojně se začal živit jako opravář telefonních ústředen. Do literatury vstoupil v 60. letech. Knižně debutoval v roce 1972. Většina jeho próz je situována do jeho rodného východního Slovenska. Žije v Papíne.
Literární kritik Alexander Halvoník jeho prózy charakterizoval slovy: "Zelinkovy prózičky mají realistický příběhový půdorys, ale je otázkou, zda v nich není více moderního existenciálního cítění než tradičního či klasického realismu. (...) Zelinkův příběh má daleko do realistické příhody, neboť je zkonstruován a pokrucován tak, aby byl především humorem s mnohoznačným obsahem. (...) Humorem, který má často příchuť začarované absurdity."